# 김태호 (1935년)
김태호(金泰鎬, 1935년 3월 3일 ~ 2002년 7월 10일)는 대한민국의 정치인이다. 호(號)는 남천(南川)이다.
제19대 경기도지사, 제52대 내무부 장관이고 제12대, 제13대, 제15대, 제16대 국회의원이다. 경제전문가이자 정치인인 이혜훈의 시부이다.

## 생애
1960년대에 중앙정보부, 대통령비서실 특별민정반 등에서 일했다. 1970년부터 1976년까지는 내무부에서 근무하였다. 1976년부터 1978년까지 관선 인천시장을 지냈다. 인천시장 퇴임 후에는 대통령비서실로 복귀하여 1980년 4월까지 근무하였다. 이후 내무부 지방행정연수원장과 차관보를 지냈다. 1982년부터 대통령비서실 정무제2수석비서관을 역임한 후 1983년부터 1984년 10월까지 제19대 경기도지사를 지냈다. 이후 의회에 진출하여 울산시를 지역구로 삼아 제12대, 제13대, 제15대, 제16대 국회의원을 역임했다. 제13대 국회의원 신분이었던 1989년 7월부터 1990년 3월까지 제52대 내무부 장관을 겸직하였다. 제14대 국회에 진출하지 못했을 때에는 BBS불교방송 사장을 1993년 12월부터 1995년 5월까지 역임했다. 2002년 사망하였고 장례식은 국회장으로 치러졌다.
국회의원으로 재직하던 김태호는 1998년 지방 선거에서 "호남 출신이 울산시장에 당선되어서는 안된다"고 연설하여 1심에서 유죄를 선고받았으나 항소심에서 "공직선거법 후보자 비방죄 구성요건에 해당되지 않고 위법성도 없다"며 원심을 깨고 무죄를 선고받았다.
2002년 7월 10일 총선 재임 중인 다발성 골수종으로 사망하였다.

## 학력
- 농소국민학교 → 농서국민학교 졸업
- 울산제일중학교 졸업
- 울산농업고등학교 졸업
- 서울대학교 법과대학 행정학사

## 역대 선거 결과
|  | 34.55% |

|  | 49.75% |

|  | 39.28% |

|  | 38.25% |

|  | 47.94% |

## 가족 관계
- 배우자 : 이연숙
  - 아들 : 김영세 (1962년 10월 23일 ~ )
    - 며느리 : 이혜훈 (1964년 6월 15일 ~ )

## 같이 보기
- 울산시·울주군 (1978년 선거구)
- 울산시 중구
- 중구 (울산 선거구)
- 울산시의 국회의원
- 울주군의 국회의원
- 울산 중구의 국회의원
- 인천광역시장
- 경기도지사
- 대한민국의 대통령비서실 수석비서관
- 대한민국의 행정안전부 차관보
- 대한민국의 행정안전부 장관